# Экибастузский угольный бассейн

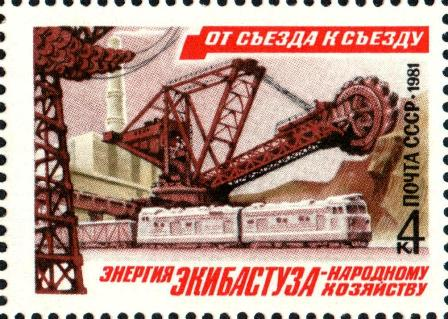
Энергия Экибастуза — народному хозяйству
(Почтовая марка СССР; 1981 год

Экибастузский угольный бассейн — крупнейшее угольное месторождение Казахстана, расположенное в Павлодарской области. Близ бассейна проходят железнодорожная магистраль Павлодар — Астана, канал Иртыш-Караганда и автострада Павлодар — Караганда. Приурочен к замкнутой котловине площадью 155 км² при длине 24 км и максимальной ширине 8,5 км. Общие геологические запасы углей около 10 млрд т. Центр добычи — город Экибастуз.

## История

### Открытие месторождения
В 1886 году Касым Пшембаев открыл месторождение угля. В заявке, поданной хозяину, Пшембаев написал, что пометил он место двумя глыбами соли, которые притащил с соседнего озера. Отсюда и пошло название: «Еки бас туз» — «Две головы соли».
В 1893 году для выяснения благонадежности месторождения в Экибастуз отправляется небольшая поисково-разведочная партия. Однако эта разведка из-за неопытности изыскателей не дала положительных результатов. Весной 1895 года павлодарский купец Деров вместе с Касымом Пшембаевым приступают к новым работам. Разведочный шурф глубиной 6,4 м закладывается в 2,5 км от западной части солёного озера Экибастуз. Пробы угля из этого шурфа показала наличие здесь весьма мощного крутопадающего пласта с хорошей качественной характеристикой. В 1895 году Деров на Экибастузском месторождении закладывает три разведочных шахты (Владимирская, Мариновская, Ольговская).
В 1896 году начальник Западно-Сибирской горной партии А. А. Краснопольский направляет в Экибастуз своего помощника — главного инженера А. К. Мейстера, который в течение четырёх месяцев производит детальную разведку месторождения. Анализ результатов этой разведки оправдал надежность экибастузского угля. Весной 1896 года Деров вводит в строй небольшой угольный разрез. После Мейстера в 1897—1898 годах более детальным исследованием Экибастузского угольного месторождения занимается известный французский горный инженер Жорж де Кателен и Киевский коммерческий банк в лице русского инженера А. Э. Страуса.
В своей книге «Очерки исследований рудных владений А. И. Дерова в Южной Сибири», изданной на французском языке в Париже в 1897 году, Кателен писал:

Угольное богатство Экибастузского бассейна громадное, мы даже не думаем, чтобы в Европе существовало другое подобное накопление минерального топлива.

Своим исследованием Кателен подчеркнул особенность подземного клада Экибастуза — концентрацию на сравнительно ограниченной площади крупных запасов каменного угля. Тем самым впервые обратил внимание русских горнопромышленников на уникальность Экибастуза и его благоприятные перспективы. В 1898 году на западной стороне озера Экибастуз возникает небольшой населенный пункт под названием Экибастуз.

### Развитие угольного бассейна
После Октябрьской революции, в мае 1918 года, В. И. Ленин подписал декрет о национализации предприятий Риддера и Экибастуза. Была начата работа по составлению плана ГОЭЛРО. В одном из разделов плана В. И. Ленин писал

Из других месторождений наибольшее значение имеют Экибастузские копи близ Павлодара.

В те годы Экибастуз был самым крупным в Казахстане угольным предприятием. Президиум ВСНХ 16 марта 1922 года выделил специальные средства на восстановительные работы. Но поднять и развить производство в Экибастузе в те годы стране было не по силам.
В 1925 году Экибастузские копи законсервировали, заводы демонтировали, рельсы, оборудование и подвижной состав продали.
Строительство экибастузских разрезов началось в 1948 году. В 1954 году введён в эксплуатацию разрез № 1 мощностью 3 млн тонн угля в год. А в 1959 году начал работать разрез № 2 мощностью 3 млн тонн угля в год. К этому времени была введена в эксплуатацию Экибастузская ТЭЦ мощностью 18 мегаватт, которая до 1966 года обеспечивала электроэнергией разрезы и город.
В то же время сооружались объекты разреза № 3, ввод которого был осуществлен в 1963 году. Строили его на более прогрессивных проектных решениях: вывозка вскрышных пород и угля предусматривалась электротягой, внедрена электрическая централизация в управлении стрелочными переводами, более мощные экскаваторы применены на вскрыше, отвале и добыче угля (ЭКГ-4У, ЭКГ-4,6, частично ЭКГ-8). Таким образом, в течение 15 лет было построено 3 разреза общей мощностью 9 млн тонн угля в год.
Реконструировались разрезы № 1 и № 2. Произведена замена паровозов на электровозы, построены тяговые подстанции, питающие ЛЭП и контактные сети на железнодорожных путях. Горное оборудование заменено на более производительное (вместо экскаваторов ЭС-3 стали работать ЭКГ-4У, ЭКГ-4,6). На всех железнодорожных станциях и постах внедрена электрическая централизация в управлении стрелочными переводами. Увеличены были мощности ремонтных мастерских. В результате проведенной реконструкции суммарная мощность трёх разрезов возросла в 1966 году до 14 млн тонн угля в год.
В 1964 году началось строительство самого мощного в стране и в мире (на тот момент) разреза 5,6 «Богатырь». При этом были приняты принципиально новые, самые передовые технические решения. В 1979 году были начаты первоочередные работы по строительству разреза «Восточный» проектной мощностью 30 млн тонн угля в год. В проекте были предусмотрены новейшие технические достижения на тот момент. Впервые на открытых работах применена новая технология угледобычи. Транспортировку угля до погрузочного пункта на поверхности предполагалось осуществлять конвейерами, погрузку угля в вагоны МПС производить не в разрезе, а на станции, находящейся на поверхности, осуществлять усреднение угля по теплотворной способности, что значительно снижало колебание зольности отгружаемого угля, а это имеет большое значение для электростанций, работающих на экибастузских углях.

## Характеристика угля

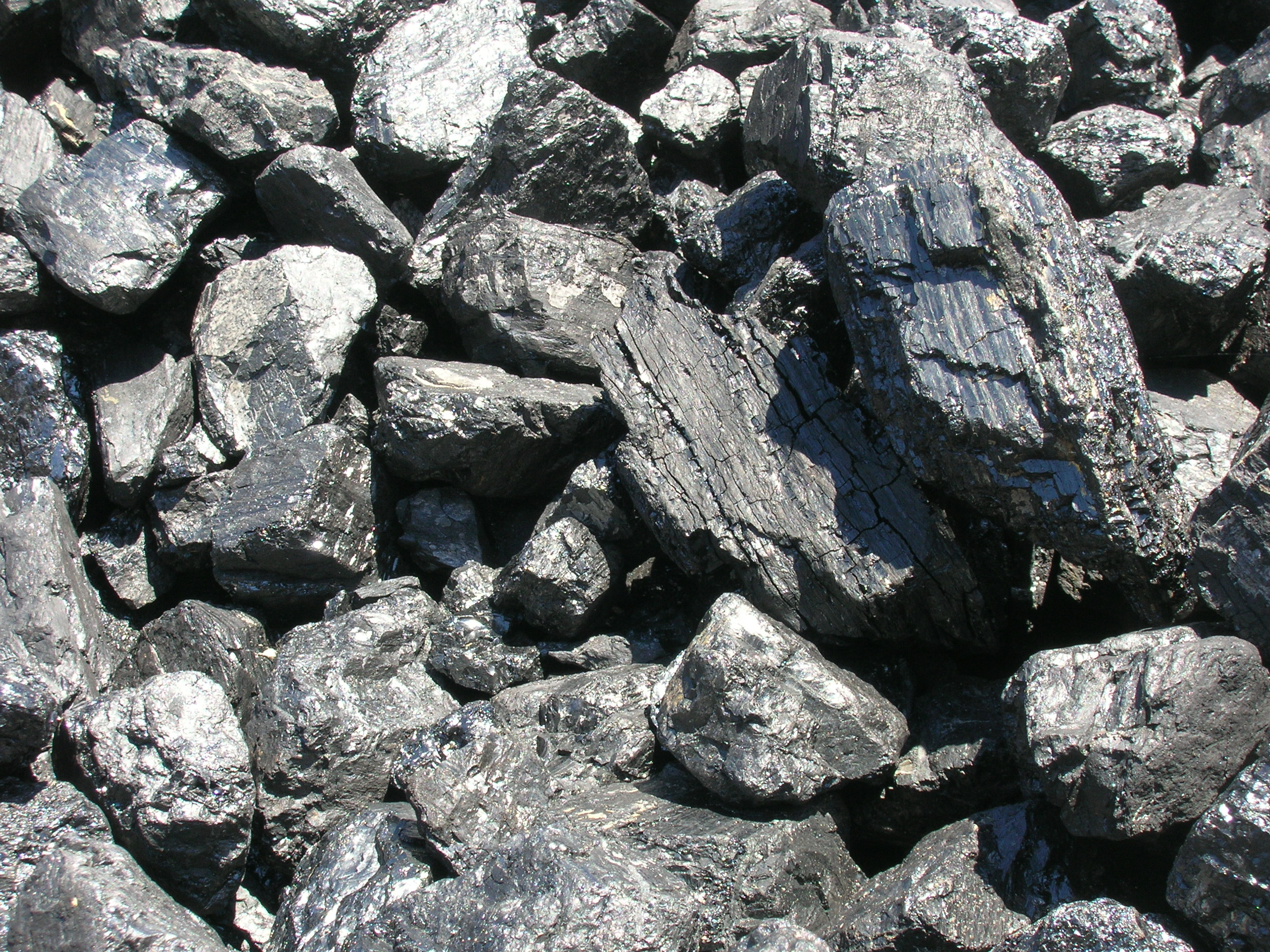
Уголь

Высокозольный (более 40 %), с относительно высоким содержанием примесей.
Тип угля Экибастузский 1СС

Общая влага в рабочем состоянии топлива, Wр 6,5 %

Влага гигроскопическая, Wг 4 %

Зольность в сухом состоянии топлива, Ad 36,9 %

Сера общая в сухом состоянии топлива, Sd 0,7 %

Летучие вещества в сухом беззольном состоянии топлива, Vdaf 25 %

Низшая теплота сгорания в рабочем состоянии топлива, Qр 17,38 МДж/кг
Коэффициент размолоспособности топлива методом ВТИ Gr — 1,29
Сера колчеданная в сухом беззольном состоянии топлива, Sdafp 0,3 %

Сера органическая в сухом беззольном состоянии топлива, Sdafo 0,4 %

Углерод в сухом беззольном состоянии топлива, Cdaf 44,8 %

Водород в сухом беззольном состоянии топлива, Hdaf 3 %

Азот в сухом беззольном состоянии топлива, Ndaf 0,8 %

Кислород (по разности) в сухом беззольном состоянии топлива, Odafd 7,3 %

## Крупнейшие угледобывающие предприятия
- Разрез «Богатырь»
- Разрез «Восточный»
- Разрез «Северный»